# Afriyie Acquah
Ebenezer Afriyie Acquah, född 1 december 1992 i Sunyani, Ghana, är en ghanansk fotbollsspelare som spelar för irakiska al-Quwa al-Jawiya. Han spelar också för Ghanas fotbollslandslag.
Acquah har tidigare spelat för bland annat Palermo, Parma och TSG 1899 Hoffenheim.